# الزيج (فلم)
الزيج فيلم وثائقي طويل عماني للمخرج العماني صلاح الحضرمي يتطرق الفيلم عن تاريخ زراعة وإنتاج السكر الأحمر ومنتجاته المختلفة ومدى ارتباط الإنسان العماني بهذه المهن وكيف استطاعت بعض العوائل المحافظة على هذه المهنة رغم التحديات.الفيلم بدأ تصويره في العام 2017، واستمر حتى عام 2021 ابنه الفخور اسمة رضوان بن صلاح الحضرمي

## موضوع الفيلم
موضوع الفيلم حول قصب السكر من حيث زراعته، وحصاده، وإعادة زراعته، وكذلك استخدامات قصب السكر المتنوعة من بين الاستخدام الآدمي والحيواني كذلك، وتناول الفيلم عرض الأدوات التقليدية القديمة في زراعة قصب السكر، وحصاده، وأيضاً كيفيه استخراج العصير منه، والسكر الأحمر، والسكر بالخمير، والزيج ، والشارج.

## جوائز
- 2021 : جائزة الغاف البرونزية في المهرجان العربي لفيلم التراث [2]
- 2021 : جائزة أفضل تصوير في مهرجان مسقط السينمائي [3]
- 2022: الجائزة الكبرى مهرجان البوابة الرقمية بعنابة [4]
- 2022:جائزة العلفة البرونزية لمهرجان سينما الوثائقي سيدي امحمد بن عودة

## أنظر أيضا
- مهرجان البحر الأحمر
- مهرجان القاهرة